# Teresa Eulàlia Calzada i Isern
Teresa Eulàlia Calzada Isern (Artesa de Segre, 21 de desembre de 1943) és una professora i política catalana. Resideix a Barcelona des dels anys 70, on es va casar amb el també polític Jordi Solé Tura.

## Biografia
Llicenciada en ciències econòmiques per la Universitat de Barcelona i en magisteri per l'Escola Normal de Lleida, ha estat professora de l'Escola de Magisteri de la Universitat Autònoma de Barcelona, en la qual va formar part del consell directiu. També fou membre el 1970 de l'Institut de Ciències de l'Educació de la Universitat Autònoma de Barcelona, en el Departament d'Assessorament i Planificació Educativa. Alhora militava en el PSUC, en el que fou responsable del sector d'ensenyament fins al 1980.
Fou elegida diputada per la circumscripció de Barcelona a les eleccions al Parlament de Catalunya de 1980 dins les files del PSUC. Durant el seu mandat fou membre de la comissió de Política Cultural i de la comissió d'Economia, Finances i Pressupost del Parlament de Catalunya. De 1988 a 1994 fou directora de l'Institut de Ciències de l'Educació de la UAB.
El 1999 ha estat secretària del Consell Escolar Municipal de Barcelona sota Joan Clos i fins al 2006 ha estat comissionada de l'alcalde de Barcelona per al Consorci d'Educació. És professora emèrita del Departament de Sociologia de la UAB.

## Obres[7]
- L'Agressivitat a l'aula (1995)
- L'escola pública avui (1996)
- Els Consells escolars: la participació institucionalitzada a l'escola (1999)
- L'Educació i la carta municipal : cap al consorci d'educació de Barcelona  (2001)